# Ben White
Benjamin William White (født 8. oktober 1997) er en engelsk professionel fodboldspiller, som spiller for Premier League-klubben Arsenal og Englands landshold.

## Klubkarriere

### Brighton & Hove Albion
White havde oprindeligt været del af Southamptons akademi, men blev som 16 årig fristillet af klubben. Han skiftede herefter til Brighton & Hove Albion. Han fik sin professionelle debut den 9. august 2016 i en EFL Cup-kamp imod Colchester United.

#### Lejeaftaler
White blev i august 2017 udlejet til den walisiske League Two-klub Newport County. Han imponerede i sin sæson med klubben, og blev beskrevet som 'den bedste lejeaftale i klubbens historie' af klubbens træner Michael Flynn.
Han blev i januar 2019 udlejet til Peterborough United for resten af 2018-19 sæsonen.
Han blev igen udlejet i juli 2020, denne gang til Leeds United. Han var i sæsonen med til, at Leeds vandt Championship, og dermed rykkede op i Premier League. Han blev inkluderet som del af PFA's årets hold i ligaen.

#### Førsteholdsgennembrud
White fik sin chance på førsteholdet i 2020-21 sæsonen. Han etablerede sig her som fast mand på holdet, og ved sæsonens udgang blev han kåret som sæsonens spiller i klubben.

### Arsenal
White skiftede i juli 2021 til Arsenal på en permanent aftale. Han spillede i sin første sæson med klubben som center back, hvilke han havde gjort i hele sin karriere, men i 2022-23 sæsonen begyndte White at spille som højre back med stor succes.

## Landsholdskarriere
White debuterede for Englands landshold den 2. juni 2021.

## Titler
Leeds United
- EFL Championship: 1 (2019-20)

Arsenal
- FA Community Shield: 1 (2023)

Individuelle
- PFA Championship Årets hold: 1 (2019-20)
- Newport County Årets spiller: 1 (2017-18)
- Leeds United Sæsonens unge spiller: 1 (2019-20)
- Brighton & Hove Albion Sæsonens spiller: 1 (2020-21)